# Chondrillinae
Chondrillinae je podtribus glavočika, dio tribusa Cichorieae. Postoje tri roda iz Euroazije i sa sjevera Afrike, a u Hrvatskoj su predstavnici žuta zvečka (C. juncea) i vjenčica (W. stipitata).

## Rodovi
1. Caucasoseris M. Güzel, N. Kilian, Sennikov & Coskunc. (1 sp.)
2. Chondrilla L.
3. Phitosia Kamari & Greuter
4. Willemetia Neck.